# Claes Kronberg
Claes Phillip Kronberg (született: Jørgensen; Falster, 1987. április 19. –) dán labdarúgó, a feröeri KÍ Klaksvík játékosa.

## Pályafutása
A dán Falster városában született Kronberg a városhoz közel lévő Nykøbing FC csapatában kezdte pályafutását. 2011-ben a Sarpsborg 08-hoz csatlakozott, első mérkőzését a Lillestrøm SK ellen 3–1-re elveszített találkozón játszotta.
2013 júliusában Kronbergre változtatta családnevét, miután feleségül vette barátnőjét.
A 2016-os szezon előtt a Viking FK-hoz csatlakozott. A 2018-as idény után nem hosszabbította meg a szerződését a klubbal, így távozott a csapattól.
2019. június 19-én aláírt a Sandnes Ulf együtteséhez, miután több hónapon keresztül együtt edzett a csapattal. Ugyanezen a napon debütált a klub színeiben korábbi klubja, a Viking ellen.
2021 nyarán először szerződött külföldre, a feröeri KÍ Klaksvík csapatához írt alá.

## Sikerei, díjai
KÍ Klaksvík
- Feröeri szuperkupa: 2023

## Statisztika
Utolsó elszámolt mérkőzés dáruma 2022. július 6.
| Klub             | Szezon           | Bajnokság        | Bajnokság | Bajnokság | Kupa  | Kupa  | Összesen | Összesen |
| Klub             | Szezon           | Liga             | Mérk.     | Gólok     | Mérk. | Gólok | Mérk.    | Gólok    |
| ---------------- | ---------------- | ---------------- | --------- | --------- | ----- | ----- | -------- | -------- |
| Sarpsborg 08     | 2011             | Tippeligaen      | 12        | 0         | 0     | 0     | 12       | 0        |
| Sarpsborg 08     | 2012             | 1. divisjon      | 22        | 0         | 3     | 0     | 25       | 0        |
| Sarpsborg 08     | 2013             | Tippeligaen      | 29        | 2         | 2     | 1     | 31       | 3        |
| Sarpsborg 08     | 2014             | Tippeligaen      | 28        | 5         | 6     | 1     | 34       | 6        |
| Sarpsborg 08     | 2015             | Tippeligaen      | 25        | 0         | 4     | 0     | 29       | 0        |
| Sarpsborg 08     | Összesen         | Összesen         | 116       | 7         | 15    | 2     | 131      | 9        |
| Viking           | 2016             | Tippeligaen      | 28        | 1         | 1     | 0     | 29       | 1        |
| Viking           | 2017             | Eliteserien      | 26        | 0         | 2     | 0     | 28       | 0        |
| Viking           | 2018             | 1. divisjon      | 24        | 3         | 1     | 0     | 25       | 3        |
| Viking           | Összesen         | Összesen         | 78        | 4         | 4     | 0     | 82       | 4        |
| Sandnes Ulf      | 2019             | 1. divisjon      | 12        | 1         | 1     | 0     | 13       | 1        |
| Sandnes Ulf      | 2020             | 1. divisjon      | 16        | 1         | 0     | 0     | 16       | 1        |
| Sandnes Ulf      | Összesen         | Összesen         | 28        | 2         | 1     | 0     | 29       | 2        |
| KÍ Klaksvík      | 2021             | Betri deildin    | 23        | 4         | 1     | 0     | 24       | 4        |
| KÍ Klaksvík      | 2022             | Betri deildin    | 6         | 0         | 0     | 0     | 6        | 0        |
| KÍ Klaksvík      | Összesen         | Összesen         | 29        | 4         | 1     | 0     | 30       | 4        |
| Karrier összesen | Karrier összesen | Karrier összesen | 251       | 17        | 21    | 2     | 272      | 19       |

## Fordítás
Ez a szócikk részben vagy egészben  a   Claes Kronberg című angol Wikipédia-szócikk ezen változatának fordításán alapul.  Az eredeti cikk szerkesztőit annak laptörténete sorolja fel. Ez a jelzés csupán a megfogalmazás eredetét és a szerzői jogokat jelzi, nem szolgál a cikkben szereplő információk forrásmegjelöléseként.